# Upsher Green
Upsher Green is een gehucht in het bestuurlijke gebied Babergh, in het Engelse graafschap Suffolk. Het maakt deel van de civil parish Great Waldingfield. In het gehucht staat een monumentaal pand, Gable Cottage and Lark Cottage.